# Torus (architectuur)

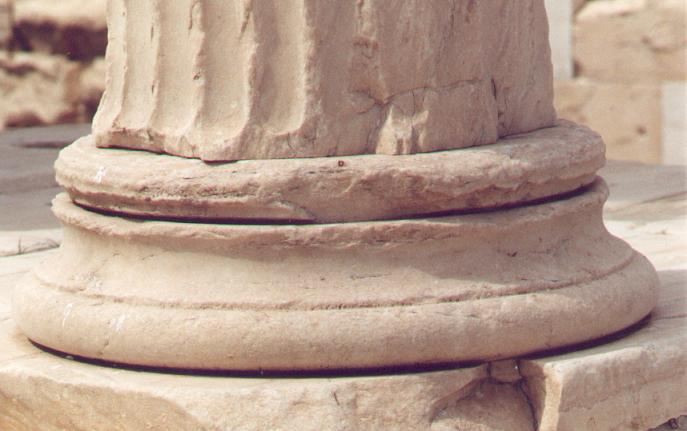
Basement van een Ionische zuil in Athene

In de architectuur wordt met de torus een bolle rand bedoeld die deel uitmaakt van de voet van een zuil of een gewelf en die daar als een ring omheen ligt. De versiering van het basement werd in de oud-Griekse architectuur toegepast en later aan de onderkant van een gewelf bij bijvoorbeeld de bouw van kerken. Torus in de architectuur is verbonden met de vorm van een torus, dezelfde vorm als een donut.
Er staat in de afbeelding het voetstuk met basement van een Ionische zuil van de Propyleeën van de Akropolis van Athene. Te onderscheiden zijn een torus, een scotia en opnieuw een torus. 